# Эффект Вайсенберга
Эффект Вайсенберга — эффект, характерный для некоторых неньютоновских жидкостей, например, растворов жидких полимеров. Вместо отбрасывания вовне, цепочка полимеров наматывается на стержень. Явление названо по имени австрийского физика Карла Вайсенберга.
Технически, это явление заключается в следующем: если в ёмкость с раствором полимеров поместить вращающийся стержень, то вокруг стержня уровень жидкости начнёт повышаться, раствор будет «наматываться» на стержень. Цепочки полимеров закручиваются вокруг стержня, пока он вращается, а свободные концы в основной массе раствора оказываются спутанными. Во время вращения стержня конец цепочки завёрнут на стержне и находится под натяжением (сила натяжения действует на каждый конец). При попытке уменьшения расстояния между двумя концами полимер пытается смещаться вверх или вниз по стержню к области, где стержень меньше обмотан полимерной цепочкой, и, следовательно, эффективный диаметр (диаметр стержня плюс обёрнутая вокруг цепочка) меньше, а расстояние, соответственно, короче.